# Minus One
«Minus One» — кіпрський рок-гурт з Нікосії. 2016 року представляв Кіпр на Пісенному конкурсі Євробачення 2016 з піснею «Alter Ego» і кваліфікувався до фіналу.

## Історія
Гурт був створений 2009 року на Кіпрі, де він досі дає щотижневі концерти, виступаючи на різних майданчиках, пабах, ресторанах та інших місцях. Його засновники — гітарист Джордж Солонос (який вже покинув гурт) і барабанщик Кріс Йоаннідес.
2015 року гурт брав участь на національному відборі Кіпру на Євробачення 2015, яке проходило у Відні, Австрія. Перемігши за голосуванням професійного журі, Minus One отримали останнє місце за голосуванням телеглядачів, завдяки чому вони взагалі фінішували на третьому місці.
У листопаді 2015 року гурт був обраний представляти Кіпр на Євробаченні 2016 у Стокгольмі, Швеція. Відомо, що автор конкурсної пісні — швед Томас Ґюстафссон (Thomas G: son), який написав багато пісень для Євробачення, серед яких хіт «Euphoria» співачки Лорін, з якою вона перемогла на Євробаченні 2012.

## Склад
Гурт складається з п'яти чоловіків, кожний з яких має кіпрське походження:
- Франсуа Мишелетто (Francois Micheletto) — вокаліст.
- Харріс Парі (Harrys Pari) — гітарист. Приєднався до Minus One після того, як засновник гурту Джордж Солонос залишив його.
- Константинос Американос (Constantinos Amerikanos) — гітарист і вокаліст.
- Антоніс Лузідіс (Antonis Loizidis) — бас-гітарист.
- Крістофер Йоаннідес (Christopher Ioannides) або Кріс Джей (Chris J) — барабанщик. Один із засновників гурту.